# Слепышев, Анатолий Степанович
Анато́лий Степа́нович Сле́пышев (3 июля 1932, Лопатино, Пензенская область — 13 апреля 2016, Москва) — советский и российский художник, живописец, скульптор, график. Заслуженный художник Российской Федерации (2000), действительный член Российской Академии художеств (2007).

## Биография
С 1953 по 1954 год учился в Нижнетагильском художественно-промышленном училище. С 1958 по 1964 год учился в Московском государственном художественном институте им. В. И. Сурикова (мастерская А. А. Дейнеки).
В 1967 году был принят в Союз художников СССР. С 1990 по 1996 год жил и работал в Париже.
Умер в 2016 году, похоронен на Перепечинском кладбище в Москве (участок 90).
Дочь — художник Настя Слепышева (род. 1971).

## Работы находятся в собраниях
- Государственная Третьяковская галерея, Москва.
- Государственный музей изобразительных искусств им. А. С. Пушкина, Москва.
- Государственный Русский музей, Санкт-Петербург.
- Государственное учреждение культуры г. Москвы «Московский государственный музей Вадима Сидура», Москва.
- Московский музей современного искусства, Москва.
- Музей актуального искусства ART4.RU, Москва.
- Новый музей, Санкт-Петербург.
- Государственный музей истории Москвы, Москва.
- Историко-архитектурный и художественный музей «Новый Иерусалим», Истра.
- Архангельский художественный музей, Архангельск.
- Воронежский областной художественный музей им. И. Н. Крамского, Воронеж.
- Рязанский государственный областной художественный музей им. И. П. Пожалостина, Рязань.
- Серпуховский историко-художественный музей, Серпухов.
- Новосибирский государственный художественный музей, Новосибирск.
- Запорожский художественный музей, Запорожье, Украина.
- Государственный музей искусств им. В. Савицкого, Нукус, Узбекистан.
- Людвиг Форум, Ахен, Германия.
- Национальная галерея, Берлин, Германия.
- Музей П. Людвига, Кёльн, Германия.
- Музей Джейн Вурхис Зиммерли, коллекция Нортона и Нэнси Додж, Рутгерский университет, Нью-Брансуик, Нью-Джерси, США.
- Kolodzei Art Foundation, Хайланд-парк, Нью-Джерси, США.
- Коллекция Евгения Нутовича, Москва.

## Персональные выставки
- 2002 — «Анатолий Слепышев». Государственная Третьяковская галерея, Москва.
- 2014 — «Пространство и цвет», галерея Открытый клуб, Москва

## Награды
- Золотая медаль на Всемирном фестивале искусств в Багдаде (1989).
- Заслуженный художник Российской Федерации (2000)[1].
- Государственная премия Российской Федерации за серию живописных работ за 2002 год.

## Публикации
- Слепышев А. С. Рукотворная красота / Анатолий Слепышев ; [сост. и предисл. Г. И. Вздорнова]. — М. : Материк, 2004. — 249, [2] с., [10] л. ил. : цв. ил. — 1000 экз. — ISBN 5-85646-142-8. — OCLC 644097710.